# El arte de volver
El arte de volver es una película española dramática de 2020 escrita y dirigida por Pedro Collantes. Está protagonizada por Macarena García, Nacho Sánchez, Ingrid García Jonsson, Mireia Oriol, Luka Peroš y con la colaboración especial de Celso Bugallo. La película tuvo su estreno mundial en el Festival Internacional de Cine de Venecia el 8 de septiembre de 2020.

## Sinopsis
Noemí es una joven actriz que regresa a casa tras seis años en Nueva York para asistir a una audición que podría cambiar su carrera. Durante las primeras 24 horas en Madrid, Noemí tiene una serie de encuentros y despedidas que le enseñan a apreciar los vaivenes de la vida y le ayudan a repensar su pasado, su futuro y su lugar en el mundo.

## Reparto
- Macarena García como Noemí
- Nacho Sánchez como Carlos
- Ingrid García Jonsson como Ana
- Mireia Oriol como Laura
- Luka Peroš
- Celso Bugallo como Marcos
- Lucía Juárez como Sara

## Producción y rodaje
El proyecto fue desarrollado a través del programa Biennale College Cinema de la Bienal de Venecia. El rodaje de la película tuvo lugar en diversas localizaciones de Madrid, durante el mes de marzo de 2020.

## Repercusión
La película tuvo su estreno mundial en la 77.ª edición del Festival Internacional de Cine de Venecia el 8 de septiembre de 2020. También se proyectó en el Festival de Cine Europeo de Sevilla, el Festival Internacional de Cine de Hong Kong, el Festival Internacional de Cine de Transilvania, el Santiago Festival Internacional de Cine en Chile y en la XIV Edición del Festival de Cine de Islantilla, donde obtuvo el premio al mejor largometraje.
Distribuida por Filmax, se estrenó en cines en España el 11 de diciembre de 2020.
Miguel Ángel Pizarro de eCartelera situó la película en el puesto número 3 del top diez de películas españolas de 2020, considerando que Macarena García ofrece una de las mejores interpretaciones de su carrera, y que la película es una de esas joyas ocultas, con la que deleitarse por ser un descubrimiento, un pequeño milagro, de esos que deja un largo poso en el espectador.

## Premios y reconocimientos
| Año  | Premio               | Categoría              | Receptor(es)                  | Resultado | Ref.          |
| ---- | -------------------- | ---------------------- | ----------------------------- | --------- | ------------- |
| 2021 | Premios CEC (2021)   | Director Revelación    | Pedro Collantes               | Nominado  | [ 21 ]        |
| 2021 | Premios Feroz (2021) | Premio al mejor cartel | Pablo Dávila, Espinar Gabriel | Nominado  | [ 22 ] [ 23 ] |